# Wallace Shawn
Wallace Michael Shawn (New York, 12 novembre 1943) è un attore, doppiatore e commediografo statunitense, attivo in campo cinematografico, teatrale e televisivo.

## Biografia

### Origini e formazione
Shawn è nato a New York il 12 novembre 1943 in un'agiata famiglia ebraica, primogenito dei tre figli di William Shawn, redattore della rivista The New Yorker dal 1952 al 1987, e di Cecille Lyon, una giornalista. Il fratello, Allen, è un compositore.
Frequenta la Putney School, un liceo privato di Putney, nel Vermont, e si laurea in storia presso la Harvard University. Studia anche economia e filosofia ad Oxford; viaggia in India dove lavorò come insegnante di inglese. La sua carriera di attore inizia nel 1979.

### Carriera
Nel 1979 recita nel film Manhattan di Woody Allen, nel ruolo del marito di Diane Keaton, e in All That Jazz - Lo spettacolo comincia di Bob Fosse, nei panni dell'assistente assicurativo. Nel 1980 appare in Atlantic City, U.S.A. di Louis Malle, iniziando una proficua collaborazione che continua con La mia cena con André (1981) e dura per il resto della carriera di Malle. Shawn lavora anche con registi del calibro di James Ivory e Rob Reiner. Nel 1988 prende parte a The Moderns, nel 1989 a Scene di lotta di classe a Beverly Hills e nel 1994 a Vanya sulla 42esima strada.
Nel 1996 scrive The Designated Mourner, che viene portato in scena al Royal National Theatre di Londra da Mike Nichols, Miranda Richardson e David de Keyser, sotto la direzione di David Hare, ed è poi rappresentato a New York da Deborah Eisenberg e Larry Pine, e con lo stesso Shawn sotto la direzione di Andre Gregory. Nel 1997 appare nel film Se mi amate... e nel 2017 partecipa come doppiatore al film d'animazione Animal Crackers.
Molto attivo in televisione, interpreta serie e sitcom come I Robinson, Ragazze a Beverly Hills, Star Trek: Deep Space Nine, Crossing Jordan, Law & Order - Unità vittime speciali e Young Sheldon.

## Vita privata
È compagno della scrittrice Deborah Eisenberg, con la quale vive a New York.

## Filmografia

### Attore

#### Cinema
- Manhattan, regia di Woody Allen (1979)
- All That Jazz - Lo spettacolo comincia (All That Jazz), regia di Bob Fosse (1979)
- Atlantic City, U.S.A. (Atlantic City), regia di Louis Malle (1980)
- La mia cena con André (My Dinner with André), regia di Louis Malle (1981)
- Strange Invaders, regia di Michael Laughlin (1983)
- L'affare del secolo (Deal of the Century), regia di William Friedkin (1983)
- Un incurabile romantico (Lovesick), regia di Marshall Brickman (1983)
- Micki e Maude (Micki & Maude), regia di Blake Edwards (1984)
- Crackers, regia di Louis Malle (1984)
- I bostoniani (The Bostonians), regia di James Ivory (1984)
- Hotel New Hampshire (The Hotel New Hampshire), regia di Tony Richardson (1984)
- Catholic Boys (Heaven Help Us), regia di Michael Dinner (1985)
- Palle d'acciaio (Head Office), regia di Ken Finkleman (1985)
- La finestra della camera da letto (The Bedroom Window), regia di Curtis Hanson (1987)
- Radio Days, regia di Woody Allen (1987)
- Prick Up - L'importanza di essere Joe (Prick Up Your Ears), regia di Stephen Frears (1987)
- La storia fantastica (The Princess Bride), regia di Rob Reiner (1987)
- The Moderns, regia di Alan Rudolph (1988)
- Giù le mani da mia figlia! (She's Out of Control), regia di Stan Dragoti (1989)
- Non siamo angeli (We're No Angels), regia di Neil Jordan (1989)
- Scene di lotta di classe a Beverly Hills (Scenes from the Class Struggle in Beverly Hills), regia di Paul Bartel (1989)
- Ombre e nebbia (Shadows and Fog), regia di Woody Allen (1991)
- Nickel & Dime, regia di Ben Moses (1992)
- Mom and Dad Save The World, regia di Greg Beeman (1992)
- Game Over - Scacco alla regina (The Double 0 Kid), regia di Dee McLachlan (1992)
- Il club delle vedove (The Cemetery Club), regia di Bill Duke (1993)
- The Meteor Man, regia di Robert Townsend (1993)
- Vanya sulla 42esima strada (Vanya on 42nd Street), regia di Louis Malle (1994)
- Operazione Canadian Bacon (Canadian Bacon), regia di Michael Moore (1995)
- Ragazze a Beverly Hills (Clueless), regia di Amy Heckerling (1995)
- Just Like Dad, regia di Blair Treu (1995)
- The Wife, regia di Tom Noonan (1995)
- Arresti familiari (House Arrest), regia di Harry Winer (1996)
- Las Vegas - In vacanza al casinò (Vegas Vacation), regia di Stephen Kessler (1997)
- Se mi amate... (Critical Care), regia di Sidney Lumet (1997)
- Martin il marziano (My Favorite Martian), regia di Donald Petrie (1999)
- La maledizione dello scorpione di giada (The Curse of the Jade Scorpion), regia di Woody Allen (2001)
- Duplex - Un appartamento per tre (Duplex), regia di Danny DeVito (2003)
- La casa dei fantasmi (The Haunted Mansion), regia di Rob Minkoff (2003)
- Melinda e Melinda (Melinda and Melinda), regia di Woody Allen (2004)
- Southland Tales - Così finisce il mondo (Southland Tales), regia di Richard Kelly (2006)
- 2 Young 4 Me - Un fidanzato per mamma (2 Young 4 Me) (2007) - cameo non accreditato
- Kit Kittredge: An American Girl, regia di Patricia Rozema (2008)
- Puzzole alla riscossa (Furry Vengeance), regia di Roger Kumble (2010)
- Vamps, regia di Amy Heckerling (2012)
- Una fragile armonia (A Late Quartet), regia di Yaron Zilberman (2012)
- Admission - Matricole dentro o fuori (Admission), regia di Paul Weitz (2013)
- Il sosia - The Double (The Double), regia di Richard Ayoade (2013)
- Il piano di Maggie - A cosa servono gli uomini (Maggie's Plan), regia di Rebecca Miller (2015)
- The Only Living Boy in New York, regia di Marc Webb (2017)
- Un poliziotto e mezzo - Nuova recluta (Colp and a Half, New Recruity). Regia di Jonathan A. Rosembau (2017)
- Book Club - Tutto può succedere (Book Club), regia di Bill Holderman (2018)
- Storia di un matrimonio (Marriage Story), regia di Noah Baumbach (2019)
- Timmy Frana - Il detective che risolve ogni grana (Timmy Failure: Mistakes Were Made), regia di Tom McCarthy (2020)
- Rifkin's Festival, regia di Woody Allen (2020)

#### Televisione
- Taxi - serie TV, 2 episodi (1982-1983)
- Saigon: Year of the Cat - film TV, regia di Stephen Frears (1983)
- How to Be a Perfect Person in Just Three Days - film TV, regia di Joan Micklin Silver (1984)
- I Robinson (The Cosby Show) - serie TV, 5 episodi (1987-1991)
- Civil Wars - serie TV, un episodio (1992)
- Una vita da vivere (One Life to Live) - serie TV, un episodio (1992)
- Matrix - serie TV, un episodio (1993)
- Star Trek: Deep Space Nine - serie TV, 7 episodi (1993-1999)
- La tata (The Nanny) - serie TV, episodio 2x08 (1994)
- Murphy Brown - serie TV, 4 episodi (1994-1997)
- Ragazze a Beverly Hills (Clueless) - serie TV, 17 episodi (1996-1997)
- The Lionhearts - serie TV, 5 episodi (1998)
- Cosby - serie TV, 2 episodi (1999)
- Homicide - serie TV, episodio 7x14 (1999)
- Ally McBeal - serie TV, episodio 4x15 (2001)
- Blonde - miniserie TV (2001)
- Three Sisters - serie TV, un episodio (2001)
- Crossing Jordan - serie TV, 8 episodi (2001-2006)
- Mr. St. Nick - film TV, regia di Craig Zisk (2002)
- Monte Walsh - Il nome della giustizia (Monte Walsh) - film TV, regia di Simon Wincer (2003)
- Sex and the City – serie TV, episodio 6x18 (2004)
- Karroll's Christmas - film TV, regia di Dennis Dugan (2004)
- Fat Actress - serie TV, episodio 1x04 (2005)
- Stargate SG-1 - serie TV, episodio 9x04 (2005)
- Desperate Housewives - serie TV, episodio 2x05 (2005)
- Law & Order: Criminal Intent - serie TV, episodio 6x10 (2006)
- The Return of Jezebel James - serie TV, un episodio (2008)
- The L Word - serie TV, 5 episodi (2008-2009)
- Cashmere Mafia - serie TV, episodio 1x07 (2008)
- Law & Order - Unità vittime speciali (Law & Order: Special Victims Unit) - serie TV, episodi 10x13 e 20x10 (2009, 2018)
- Life on Mars - serie TV, episodio 1x10 (2009)
- E.R. - Medici in prima linea (ER) - serie TV, episodio 15x16 (2009)
- Damages - serie TV, episodio 3x06 (2010)
- Eureka - serie TV, episodio 4x17 (2011)
- Gossip Girl - serie TV, 11 episodi (2008-2012)
- The Good Wife - serie TV, episodio 4x16 (2013)
- Mozart in the Jungle - serie TV, 6 episodi (2014-2018)
- The Mysteries of Laura - serie TV, episodio 1x04 (2014)
- Christmas at Cartwright's - film TV, regia di Graeme Campbell (2014)
- The Night Shift - serie TV, 3x09 (2016)
- Life in Pieces - serie TV, episodio 2x03 (2016)
- Regular Show - serie TV, episodio 8x08 (2016)
- La fantastica signora Maisel (The Marvelous Mrs. Maisel) - serie TV, 2 episodi (2017-2019)
- Mr. Robot - serie TV, episodio 3x03 (2017)
- Graves - serie TV, 3 episodi (2017)
- She's Gotta Have It - serie TV, 2 episodi (2017)
- The Good Fight - serie TV, episodio 2x10 (2018)
- Young Sheldon - serie TV, 53 episodi (2018-2024)
- Search Party - serie TV, 2 episodi (2020)
- Gossip Girl – serie TV, episodio 1x10 (2021)
- Evil – serie TV, 10 episodi (2022-2024)

### Doppiatore
- La Pantera Rosa (The Pink Panther) - serie TV, un episodio (1993)
- In viaggio con Pippo (1995)
- Toy Story - Il mondo dei giocattoli (1995)
- King of the Hill - serie TV, 2x01 (1997)
- Toy Story 2 - Woody e Buzz alla riscossa (1999)
- Buzz Lightyear da Comando Stellare - Si parte! (2000)
- Teacher's Pet (2000-2002)
- Monsters & Co. (2001)
- Gli Incredibili - Una "normale" famiglia di supereroi (2004)
- Chicken Little - Amici per le penne (2005)
- Tom & Jerry all'arrembaggio (2006)
- Air Buddies - Cuccioli alla riscossa (2006)
- Cenerentola e gli 007 nani (2007)
- Scooby-Doo! e il Re dei Goblin (2008)
- Toy Story 3 - La grande fuga (2010)
- Vacanze hawaiiane, regia di Gary Rydstrom - cortometraggio (2010)
- Cani & gatti - La vendetta di Kitty (2010)
- Buzz a sorpresa (Small Fry), regia di Angus MacLane - cortometraggio (2011)
- I Griffin - serie TV, 3 episodi (2001-2011)
- Non c'è festa senza Rex (Partysaurus Rex), regia di Mark Walsh - cortometraggio (2012)
- Toy Story of Terror!, regia di Angus MacLane (2013)
- Toy Story: Tutto un altro mondo (Toy Story That Time Forgot), regia di Steve Purcell - cortometraggio (2014)
- BoJack Horseman - Serie TV, 1 episodio (2014)
- King's Quest - videogioco (2015)
- Animal Crackers, regia di Scott Christian Sava, Tony Bancroft e Jaime Maestro (2017)
- Toy Story 4, regia di Josh Cooley (2019)
- I Simpson (The Simpsons) - serie TV, 1 episodio (2019)
- La famiglia Addams 2 (The Addams Family 2), regia di Conrad Vernon e Greg Tiernan (2021)
- Anfibia (Amphibia) - serie TV, 2 episodi (2021-2022)

### Commedie
- The Hotel Play (1970)
- Our Late Night (1975)
- A Thought in Three Parts (1976)
- Marie and Bruce (1978)
- Aunt Dan and Lemon (1985)
- The Fever (1990)
- L'Opera da tre soldi (2006)
- Grasses of a Thousand Colors (2008)

### Sceneggiatore
- My Dinner with Andre (1981)
- The Designated Mourner (1997) - spettacolo teatrale
- Marie e Bruce - Finché divorzio non vi separi (2004)
- The Fever (2004) - spettacolo teatrale
- Tea Time (2010)

## Doppiatori italiani
Nelle versioni in italiano delle opere in cui ha recitato, Wallace Shawn è stato doppiato da:
- Giorgio Lopez ne I Robinson (ep. 8x08), Homicide, Crossing Jordan, La maledizione dello scorpione di giada, Duplex - Un appartamento per tre, Melinda e Melinda, E.R. - Medici in prima linea, Puzzole alla riscossa, Damages, The Good Wife, Admission - Matricole dentro o fuori, The Night Shift, Graves, Young Sheldon (st. 1-3), Storia di un matrimonio, Rifkin’s Festival
- Mino Caprio in Crackers, The Meteor Man, Ragazze a Beverly Hills, Eureka, Gossip Girl, Law & Order - Unità vittime speciali (ep. 10x13), La fantastica signora Maisel, The Good Fight, Gossip Girl (2021)
- Vittorio Stagni in All That Jazz - Lo spettacolo continua, I Robinson (ep. 6x08, 6x24), Martin il marziano, I bostoniani, Giù le mani da mia figlia!, La casa dei fantasmi, Southland Tales - Così finisce il mondo
- Carlo Reali in Arresti familiari, Cashmere Mafia, Book Club - Tutto può succedere
- Gianfranco Bellini in Palle d'acciaio, Non siamo angeli
- Gianni Quillico in Las Vegas - In vacanza al casinò, Ally McBeal
- Mattia Sbragia ne La storia fantastica
- Cesare Barbetti ne I Robinson (ep. 4x04, 6x14)
- Nino Scardina in L'affare del secolo
- Gianni Bonagura ne La mia cena con Andre
- Piero Tiberi in Micki e Maude
- Guido Cerniglia in Moderns
- Luca Biagini in Vanya sulla 42esima strada
- Luciano Melani ne La finestra della camera da letto
- Oreste Rizzini in Ombre e nebbia
- Marcello Mandò in Star Trek: Deep Space Nine (st. 1-3)
- Valerio Ruggeri in Star Trek: Deep Space Nine (st. 5-7)
- Gigi Angelillo in Scene di lotta di classe a Beverly Hills
- Marzio Margine ne Il club delle vedove
- Manlio De Angelis in Se mi amate...
- Renzo Stacchi in Sex and the City
- Paolo Lombardi in Life on Mars
- Renato Cortesi in Desperate Housewives
- Augusto Di Bono ne Il canto di Natale
- Giovanni Petrucci in 2 Young 4 Me - Un fidanzato per mamma
- Claudio Fattoretto in The L Word
- Domenico Brioschi in Law & Order: Criminal Intent
- Sergio Di Giulio in Kit Kittredge: An American Girl
- Gianni Giuliano in Una fragile armonia
- Riccardo Rovatti in Mozart in the Jungle
- Dante Biagioni in The Mysteries of Laura
- Dario Penne in Un poliziotto e mezzo - Nuova recluta
- Carlo Valli in Mr. Robots
- Bruno Alessandro in Law & Order - Unità vittime speciali (ep. 20x10)
- Oliviero Dinelli in Timmy Frana - Il detective che risolve ogni grana
- Luca Dal Fabbro in Young Sheldon (st. 4-7)
- Riccardo Peroni in Un matrimonio fuori controllo
- Gerolamo Alchieri in Evil

Da doppiatore è sostituito da:
- Carlo Valli in Toy Story - Il mondo dei giocattoli, Toy Story 2 - Woody e Buzz alla riscossa, Buzz Lightyear da Comando Stellare - Si parte!, Monsters & Co., Toy Story 3 - La grande fuga, Teacher's Pet, Vacanze hawaiiane, Buzz a sorpresa, Non c'è festa senza Rex, Toy Story of Terror!, Toy Story: Tutto un altro mondo, Toy Story 4, I perché di Forky, Anfibia
- Oliviero Dinelli in In viaggio con Pippo
- Sandro Pellegrini in King of the Hill
- Daniele Formica in Gli Incredibili - Una "normale" famiglia di supereroi
- Eugenio Marinelli in Chicken Little - Amici per le penne
- Luca Dal Fabbro in Cenerentola e gli 007 nani
- Roberto Draghetti in Cani & gatti - La vendetta di Kitty
- Alessandro Quarta ne I Griffin (ep. 3x11, 9x16)
- Mirko Mazzanti ne I Griffin (ep. 4x22)
- Pieraldo Ferrante in BoJack Horseman
- Giancarlo Magalli ne I Simpson
- Mino Caprio ne La famiglia Addams 2
- Fabrizio Vidale ne I Greens in città